# Gornerbach (Reuss)
Der Gornerbach ist ein 8,3 Kilometer langer linker Nebenfluss der Reuss auf dem Gemeindegebiet von Gurtnellen im Schweizer Kanton Uri.

## Geographie

### Verlauf
Der Bach entspringt im Westen des Gemeindegebiets von Gurtnellen am Bächenfirn unterhalb des Bächenstöcklis. Das Tal wird von der Bergkette vom Bächenstock im Westen über den Zwächten und den Schneehüenderstock im Nordwesten bis zum Krönten im Nordosten und zum Sass-Stock im Osten umrahmt. Im Talabschluss liegen mehrere kleine Gletschergebiete, darunter der Sassfirn und das Tierälpli, deren Schmelzwasserbäche neben dem Sass-Seeli  dem Gornerbach zufliessen. Der Felshang auf der Westseite unterhalb des Bächenfirns trägt den Namen Bäch, weil dort mehrere parallele Rinnen das Wasser ins Tal leiten.
Im unteren Talbereich erhält der Gornerbach keine nennenswerten Zuflüsse mehr. An seinem Lauf liegen die Alpsiedlungen Rinderboden, Rosti, Rüepenstafel und Grueben. Der Fluss fällt im letzten Abschnitt steil durch eine Schlucht zum Talboden bei Wiler hinab. Zwei Fusstege überqueren die Schlucht bei der Brandegg oberhalb der Stäubenkapelle und erlauben den Zugang zum Dreistäubenfall, einem Wasserfall des Gornerbachs.

### Einzugsgebiet
Das 17,69 km² grosse Einzugsgebiet des Gornerbachs liegt in den Urner Alpen und wird durch ihn über die Reuss, die Aare und den Rhein zur Nordsee entwässert.
Es grenzt
- im Norden und Nordosten an das Einzugsgebiet des Intschialpbachs, der in die Reuss mündet und
- im Südwesten und Westen an das des Reusszuflusses Meienreuss.

Das Einzugsgebiet besteht zu 14,0 % aus bestockter Fläche, zu 13,9 % aus Landwirtschaftsfläche, zu 0,1 % aus Siedlungsfläche und zu 72,1 % aus unproduktiven Flächen.
Die Flächenverteilung
Die höchste Erhebung ist der Zwächten ,it einer Höhe von 3078 m ü. M. im Westen des Einzugsgebietes. Die mittlere Höhe beträgt 2129,1 m ü. M., die minimale Höhe liegt bei 741 m ü. M.

### Zuflüsse
- Sasschelen (links), 1,0 km
- Fuchstal(bach) (rechts), 0,5 km
- Widenchälen (links), 0,6 km
- Schildplanggental(bach) (rechts), 1,3 km
- Ochsrustal(bach) (links), 0,9 km
- Rottal(bach) (rechts), 1,1 km
- Leidplanggental(bach) (rechts), 1,3 km

## Hydrologie
Bei der Mündung des Gornerbachs  in die Reuss beträgt seine modellierte mittlere Abflussmenge (MQ) 780 l/s. Sein Abflussregimetyp ist b-glacio-nival und seine Abflussvariabilität beträgt 15.

## Wasserkraft
Im Jahr 1885 errichteten die Granitwerke Gurtnellen AG am Unterlauf des Gornerbachs das Kleinkraftwerk Stäubenwald, das erste im Kanton Uri gebaute Wasserkraftwerk. 1910 wurde diese Anlage stillgelegt, nachdem die Konzession inzwischen an die Elektrochemische Fabrik Gurtnellen AG und von dieser an das Elektrizitätswerk Altdorf übergegangen war.
Bei Grueben wird ein Teil des Wassers gefasst und in einem Stollen und einer Druckleitung mit 585 Meter Gefälle dem im Jahr 1900 errichteten Kraftwerk Gurtnellen bei Wiler an der Reuss zugeleitet.
Vor der Einmündung des Gornerbachs in die Reuss überquert die Gotthardbahn auf der Gornerbachbrücke den Bach.